# Università delle Indie occidentali
L’Università delle Indie Occidentali (in inglese: University of the West Indies) è un sistema universitario pubblico istituito per soddisfare le esigenze di istruzione superiore degli abitanti di 17 paesi e territori di lingua inglese nei Caraibi: Anguilla, Antigua e Barbuda, Bahamas, Barbados, Belize, Bermuda, Isole Vergini britanniche, Isole Cayman, Dominica, Grenada, Giamaica, Montserrat, St. Kitts e Nevis, Santa Lucia, Saint Vincent e Grenadine, Trinidad e Tobago, e Isole Turks e Caicos.
Ogni paese è membro del Commonwealth of Nations o di un territorio britannico d'oltremare. Lo scopo dell'università è di aiutare a "sbloccare il potenziale di crescita economica e culturale" nelle Indie occidentali, consentendo così una migliore autonomia regionale.
L'Università ha tre campus principali, a Mona (Giamaica), Saint Augustine (Trinidad e Tobago) e Cave Hill (Barbados).

## Storia
L'Università è stata fondata nel 1948 in Giamaica nel campus di Mona, e così nell'University College of West Indies (UCWI) come parte dell'Università di Londra. Ottenne lo status di università indipendente nel 1962. Il Campus di Sant'Agostino di Trinidad e Tobago fu aperto nel 1960 e il Campus di Cave Hill a Barbados nel 1963.
È presente, presso l'Università, anche un Museo.

## Presidi dell'Università
- Alice di Albany, Contessa di Athlone, 1948–71 [3]
- Sir Hugh Wooding, 1971–74 [3]
- Sir Allen Montgomery Lewis 1974–89 [3]
- Sir Shridath Ramphal 1989–2003 [3]
- Sir George Alleyne 2003–2017 [3]
- Robert Bermudez 2017–